# T4-DNA-Polymerase
T4-DNA-Polymerase ist ein Enzym aus der Gruppe der DNA-Polymerasen, das vom Gen 43 des Bakteriophagen T4 codiert wird.

## Eigenschaften
Die T4-DNA-Polymerase dient dem Bakteriophagen T4 zur Replikation des viralen Genoms. Die T4-DNA-Polymerase besitzt zwei Enzymaktivitäten: eine Polymerase-Aktivität, die eine DNA-Synthese vom 5'- zum 3'-Ende katalysiert und eine 3'→5' -Exonuklease-Aktivität, die sogenannte Korrekturlese-Funktion (engl. proof reading), die es ermöglicht, den Einbau eines unpassenden Nukleotids zu erkennen und dieses anschließend wieder aus der DNA zu entfernen. Im Gegensatz zur DNA-Polymerase I aus E. coli fehlt ihr eine 5'→3'-Exonuklease-Aktivität. Die T4-DNA-Polymerase nutzt stets einen bereits bestehenden DNA-Einzelstrang als Matrize (Vorlage) für die Synthese eines neuen, komplementären Stranges. Voraussetzung für die Polymeraseaktivität sind ein 5‘-DNA-Überhang und eine hohe Konzentration an dNTPs. Hohe Konzentrationen an dNTPs inhibieren die Exonukleaseaktivität. Die Exonukleaseaktivität zeigt eine im Vergleich zu doppelsträngiger DNA etwa 100-fache erhöhte Präferenz für Einzelstränge. Als Cofaktor werden zweiwertige Magnesiumionen verwendet.

## Funktion
Der Bakteriophage T4 codiert für alle Proteine, die er für seine Replikation benötigt. In den 1960er Jahren ist es gelungen, Genkarten für das T4-Genom zu erstellen. 1964 gelang die Identifizierung des Gen 43 als Strukturgen für T4-DNA-Polymerase, die daher auch T4-gp43-DNA-Polymerase genannt wird. T4-DNA-Polymerase ist eines von zehn Proteinen des T4-Replisoms, zu dem auch die T4-DNA-Ligase gehört. T4-DNA-Polymerase gehört, wie die eukaryontische Pol α, zur Pol-B-Familie. Als DNA-Klammer wird gp45 des Bakteriophagen T4 verwendet.

## Anwendungen
Die T4-DNA-Polymerase wird in der Molekularbiologie zur Entfernung von 3´-Überhängen und zum Auffüllen (fill-in) von 5‘-Überhängen zur Erzeugung von glatten Enden (blunt ends) eingesetzt. Diese Funktion wird bei der Klonierung von DNA-Molekülen genutzt, die mit Restriktionsenzymen erzeugt wurden. Das Enzym wird auch zur Markierung von DNA-Molekülen eingesetzt, wobei man die Kombination von Exonuklease- und Polymeraseaktivität nutzen kann. Ein Vorteil der T4-DNA-Polymerase bei der Zweitstrangsynthese während der cDNA-Klonierung ist die hohe Genauigkeit. Bei der ortsspezifischen DNA-Mutagenese findet sie Anwendung wegen der fehlenden strand displacement-Aktivität.